# Beaulieu-sous-Parthenay
Beaulieu-sous-Parthenay là một xã trong tỉnh Deux-Sèvres trong vùng Nouvelle-Aquitaine ở phía tây nước Pháp. Xã này nằm ở khu vực có độ cao trung bình 257 mét trên mực nước biển.